# Don Revie
Donald George Revie OBE (ur. 10 lipca 1927 w Middlesbrough, zm. 26 maja 1989 w Edynburgu) – angielski piłkarz grający na pozycji napastnika i trener piłkarski. Był twórcą potęgi Leeds United na przełomie lat 60. i 70. Z klubem tym dwukrotnie sięgnął po Puchar Miast Targowych, poprzednika Pucharu UEFA, dwa razy zdobył mistrzostwo kraju, a także doprowadził do finału Pucharu Zdobywców Pucharów. Od 1974 do 1977 roku pełnił obowiązki selekcjonera reprezentacji Anglii.

## Kariera piłkarska
Był cenionym piłkarzem ligowym, sześciokrotnym reprezentantem Anglii. Urodził się w Middlesbrough, a piłkarską przygodę zaczynał w Leicester City, w którego barwach grał przez pięć sezonów. Później był zawodnikiem Hull City, Manchesteru City, z którym w 1956 roku sięgnął po Puchar Anglii, Sunderlandu i Leeds United, gdzie rozpoczął także pracę szkoleniową.

## Sukcesy piłkarskie
- Puchar Anglii 1956 z Manchesterem City

W reprezentacji Anglii rozegrał 6 meczów.

## Kariera szkoleniowa
Zaraz po zakończeniu sportowej kariery, objął posadę pierwszego trenera w Leeds United. Mimo słabych początków, wkrótce klub awansował do elity Premier League i rozpoczął walkę o najważniejsze trofea na arenie międzynarodowej. W 1967 roku awansował do finału Puchar Miast Targowych, poprzednika Pucharu UEFA, w którym uległ w dwumeczu (0:2, 0:0) jugosłowiańskiemu Dinamo Zagrzeb. Rok później drużyna w niemal niezmienionym składzie (z bramkrzem Garethem Sprake'iem, stoperem Jackiem Charltonem, kapitanem Billym Bremnerem na czele) w finale tych samych rozgrywek zwyciężyła Ferencvárosi TC (1:0, 0:0). W najważniejszym meczu PMT Leeds grało jeszcze w roku 1971 i wówczas dzięki bramkom strzelonym na wyjeździe ograli Juventus F.C. (0:0, 2:2, 1:1), w którym brylował młody Fabio Capello. W 1973 roku podopieczni Reviego, jako zdobywcy Pucharu Anglii, brali udział w Pucharze Zdobywców Pucharów, gdzie również doszli aż do finału. Jednak tym razem okazali się gorsi od Milanu. Revie jako pierwszy szkoleniowiec w historii doprowadził klub to tytułu najlepszej drużyny Anglii. Do dziś zespół z Elland Road ma w swojej kolekcji zaledwie trzy mistrzostwa kraju, dwa z nich są zasługą Reviego.
Z takim dorobkiem wydawał się naturalnym kandydatem na następcę Alfa Ramseya w reprezentacji Anglii. I rzeczywiście pod koniec 1974 roku, po rezygnacji Ramseya i krótkiej, tymczasowej kadencji Joe Mercera został wybrany na selekcjonera kadry. Celem nadrzędnym był awans do Mistrzostw Europy 1976. Mimo iż Anglicy wygrali większość meczów, to w tym najważniejszym ulegli 1:2 Czechosłowacji i na turniej pojechali następcy Josefa Masopusta. Pod koniec 1976 roku Synowie Albionu, nadal z Reviem na czele, rozegrali trzy spotkania w kwalifikacjach do Mundialu 1978. Dwa z nich – z Finlandią wygrali, w ostatnim przegrali z Włochami. Pół roku później reprezentacja przygotowywała się do meczów rewanżowych na tournée w Ameryce Południowej, gdzie towarzysko grała z Brazylią, Argentyną i Urugwajem. Tuż po ostatnim meczu Revie niespodziewanie złożył dymisję. Jak się okazało otrzymał korzystniejszą finansowo propozycję ze Zjednoczonych Emiratów Arabskich.
W kraju rozpętała się medialna burza. Czołowe dzienniki nawoływały FA o nałożenie dożywotniej dyskwalifikacji na trenera, a niektóre zastanawiały się nawet, czy nie dałoby się odebrać mu angielskiego obywatelstwa. Reviego dotknął też ostracyzm środowiska piłkarskiego, najgłośniej przeciw jego decyzji protestował opiekun Nottingham Forest Brian Clough. Ostatecznie szefowie federacji ograniczyli się do wydania oświadczenia, w którym potępiali zachowanie szkoleniowca i zapowiedzieli jak najszybsze znalezienie jego następcy.
Revie nigdy później nie pracował w żadnym angielskim klubie. Po czteroletniej przygodzie z reprezentacją ZEA, trenował drużyny w Arabii Saudyjskiej i Egipcie.
W 1987 roku doznał wylewu krwi do mózgu. Zmarł dwa lata później w Edynburgu. Miał 61 lat.

## Sukcesy szkoleniowe
- mistrzostwo Anglii 1969 i 1974, Puchar Anglii 1972, finał Pucharu Anglii 1965, 1970 i 1973, Puchar Ligi Angielskiej 1968, Puchar Miast Targowych 1968 i 1971, finał Pucharu Miast Targowych 1967 oraz finał Pucharu Zdobywców Pucharów 1973 z Leeds United
- Manager roku 1969, 1970 i 1972